# مالك عنبر
مالك عنبر (1548 - 13 مايو 1626) قائد عسكري من عرقية سيدي في هضبة الدكن بالهند.

## حياته
ولد عنبر في هرر بسلطنة عدل، ثم بيع كعبد عندما كان طفلاً في الحبشة، حتى وصل في نهاية مطافه إلى الهند. تحرر عنبر من الرق أثناء وجوده في الهند، ثم أنشأ قوة من المرتزقة وصل عددها إلى 1500 رجل. كان مقرها في هضبة الدكن، وتم توظيفها من قبل الملوك المحليين.
فيما بعد أصبح عنبر رئيساً للوزراء في سلطنة أحمد نجار، حيث أظهر فطنته الإدارية والعسكرية.